# 코로나19 앱

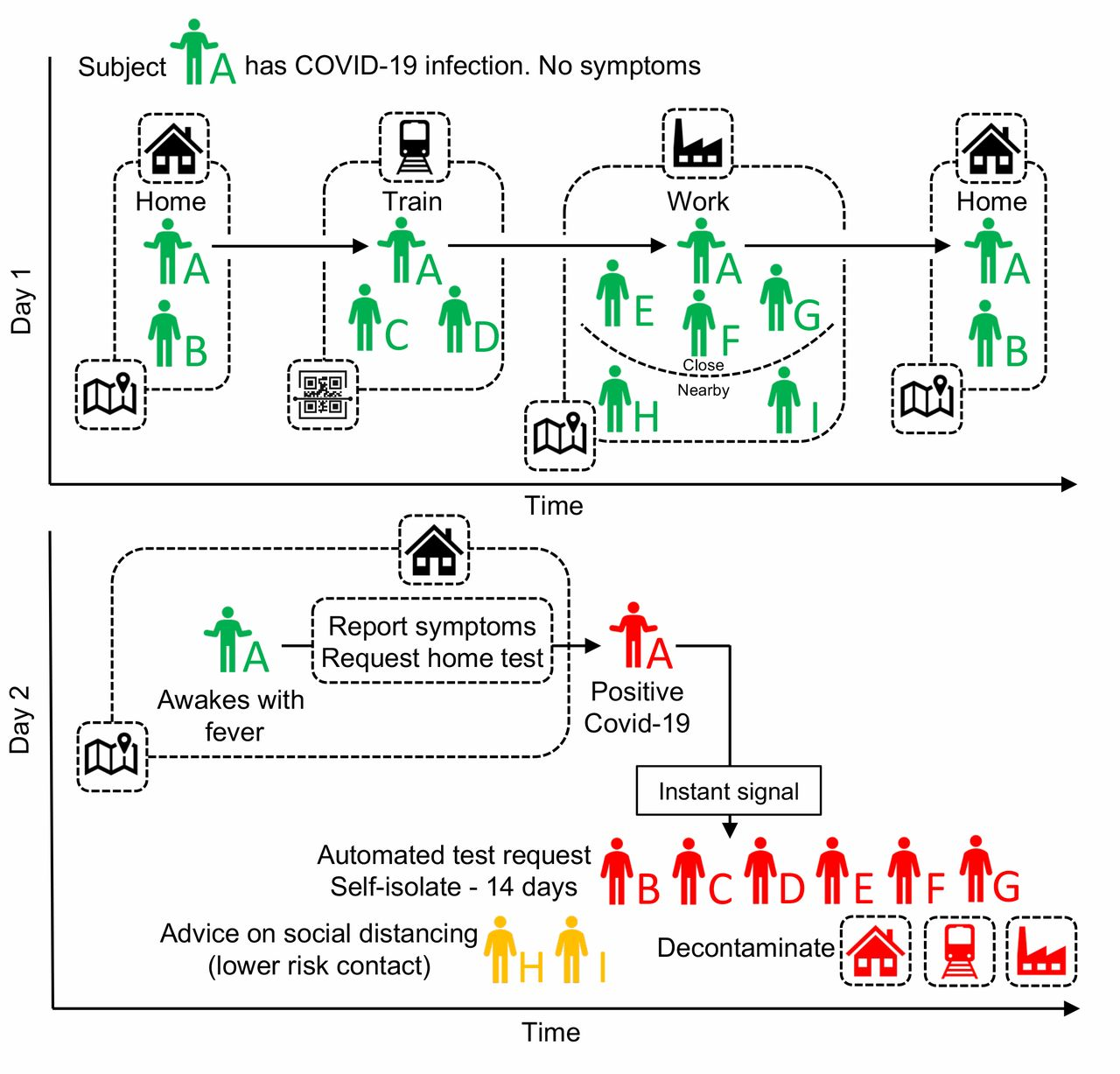
위치 기반 코로나19 접촉 추적 앱의 제안 예시

코로나19 앱은 디지털 접촉 추적을 위한 모바일 응용 소프트웨어를 포함한다. 코로나19 범유행 시기에 양성자와 접촉을 한 사람을 식별하는 프로세스가 작동한다.
수많은 추적 애플리케이션들이 일부 국가와 사법권의 정부의 지원 하에 개발되거나 제안되고 있다. 접촉 추적 앱을 만드는 여러 프레임워크들이 개발되고 있다. 특히 앱 사용자들의 지리적 위치를 추적하는데 기반을 둔 시스템에 대해서 개인정보 관련 문제가 발생하고 있다.

## 같이 보기
- 일반 데이터 보호 규칙(GDPR)